# 24 Hores de Montjuïc 1966
L'edició de 1966 de les 24 Hores de Montjuïc fou la 12a d'aquesta prova, organitzada per la Penya Motorista Barcelona al Circuit de Montjuïc el cap de setmana del 9 i 10 de juliol. Era la tercera prova de la Copa FIM de resistència d'aquell any.
Fou una edició marcada per la mort de Pere Bernaus, pilot de Montesa de 24 anys, a causa d'un accident durant el decurs de la prova.

## Classificació general
| Posició | Pilot 1              | Pilot 2            | Motocicleta | Voltes |
| ------- | -------------------- | ------------------ | ----------- | ------ |
| 1       | Josep Maria Busquets | Francesco Villa    | Montesa 250 | 646    |
| 2       | Jordi Sirera         | Enric Sirera       | Montesa     | 637    |
| 3       | Tom Phillips         | Dave Croxford      | Velocette   | 624    |
| 4       | Dave Degens          | Rex Butcher        | Triumph     | 616    |
| 5       | Luis Yglesias        | "Petrus"           | OSSA        | 608    |
| 6       | Barry Lawton         | Louis Carr         | Triumph     | 607    |
| 7       | A. Botella           | Angel Castellanos  | Montesa     | 585    |
| 8       | Paolo Menichelli     | Franco Trabalzini  | BMW         | 584    |
| 9       | Carles Rocamora      | Josep Antoni Carné | Bultaco     | 582    |
| 10      | Pere Julià           | Robert Blanch      | OSSA        | 578    |

1. ↑  2.499,140 km totalitzats, a una velocitat mitjana de 102,047 km/h.

## Trofeus addicionals
- XII Trofeu "Centauro" de El Mundo Deportivo: Montesa (Josep Maria Busquets - Francesco Villa)